# رابین کنوخه
رابین کنوخه (آلمانی: Robin Knoche؛ زادهٔ ۲۲ مهٔ ۱۹۹۲) یک بازیکن فوتبال اهل آلمان است که برای وولفسبورگ در بوندس‌لیگا بازی می‌کند.
وی به تیم ملی فوتبال آلمان نیز دعوت شده‌است.